# Franz Füchsel
Franz Füchsel (født 16. september 1927 i Skærbæk, Sønderjylland, død 3. februar 2017) var en dansk tegner. I sine sidste år boede han i Nyborg. Han var professionel tegner siden 1946 med både vittighedstegninger med overskriften Aprospos og med striber. Han var en af Mohammedtegnerne i 2005, og det gik ikke så hårdt ud over ham som Kurt Westergaard.
Füchsel delte i en periode tegnestue med Hans Qvist (1922-83) og Flemming Holbek (1930-72) 
Han brugte 10 år på at lave et humoristisk Danmarkskort, en myldretegning, der var færdig i 2003 og bliver solgt til fordel for Børns Vilkår.
Han arbejdede bl.a. for Billed Bladet, Ekstra Bladet, Fyens Stiftstidende, FDM's blad Motor og på Hjemmet, hvor han var fra 1980 til 2005, men  ikke kunne dy sig for at genoptage samarbejdet, da han begyndte på en ny stribe, Hjemmets Naboer i 2009. Den kører stadig.
Füchsel skrev også revytekster, var maler og tidligere TV-vært.